# Ocarina
Ocarina là một cây sáo cổ xưa thuộc nhạc cụ bộ hơi, một kiểu của sáo ống. Có rất nhiều biến thể, nhưng một Ocarina điển hình là một không gian kín bao quanh kèm theo 4-12 lỗ ngón tay và một miệng thổi nhô ra từ thân nhạc cụ. Nó thường bằng gốm sứ, nhưng các vật liệu khác cũng có thể được sử dụng, chẳng hạn như gỗ, nhựa, thủy tinh, đất sét, và kim loại.

## Lịch sử

### Thời cổ đại
Ocarina thuộc về nhạc cụ rất cổ xưa, người ta tin rằng nó đã có trên 12.000 năm. Ocarina là loại nhạc cụ đặc biệt quan trọng trong nền văn hóa Trung Quốc và Trung Mỹ. Đối với Trung Quốc, nhạc cụ này đóng một vai trò quan trọng trong suốt chiều dài lịch sử về các bài hát và vũ đạo. Ocarina có các tính năng tương tự như Huyên/huân (埙), một nhạc cụ quan trọng của Trung Quốc (nhưng có sự khác nhau, Ocarina sử dụng một ống dẫn để thổi hơi vào bên trong, trong khi Huyên được thổi xuyên qua rìa bên ngoài). Ở Nhật Bản, Ocarina truyền thống được biết đến như tsuchibue (chữ Hán:土笛, nghĩa là " sáo đất ") còn Hàn Quốc, nhạc cụ này gọi là hun (훈) sử dụng trong nhạc Tế lễ Tông miếu. Trong các cuộc thám hiểm khác nhau về Trung Mỹ, một trong những cuộc thám hiểm được thực hiện bởi Cortés, kết quả là đã giới thiệu Ocarina cho các cung điện nhà vua ở châu Âu. Cả hai người Maya và Aztec đã sản xuất các phiên bản khác nhau về Ocarina, nhưng nó đã được người Aztec - người đã đưa bài hát và vũ đạo đến châu Âu, đưa vào kèm với hai môn nghệ thuật này. Ocarina đã trở nên phổ biến trong cộng đồng châu Âu như một nhạc cụ đồ chơi trẻ con. Tại bang Assam, Ấn Độ loại sáo này có tên là xutuli.
Sự khác biệt giữa Ocarina -& Huyên Trung Quốc, Tsuchibue Nhật Bản và Hun Hàn Quốc là ở cách thổi.

### Thời hiện đại
Sử dụng sớm nhất ở châu Âu vào thế kỷ 19 tại Budrio, một thị trấn gần Bologna, nước Ý, nơi mà Giuseppe Donati biến Ocarina từ một món đồ chơi, khi mà chỉ chơi được vài nốt thành một nhạc cụ toàn diện hơn (được gọi là "cổ điển đầu tiên" ocarina). Từ Ocarina trong phương ngữ của người Bologna có nghĩa là "con ngỗng nhỏ". Hình dạng đầu tiên được biết đến ở châu Âu như là một gemshorn (tù và), được làm từ sừng linh dương Nam Phi ("gems" có nghĩa là "viên ngọc"). Giuseppe Donati đã phát minh ra "Ocarina khoai lang" (sweet potato ocarina)

## Trình diễnâm nhạc

### Sự hình thành thanh điệu/âm thanh
Một Ocarina làm việc như thế nào:
1.Không khí đi vào thông qua các windway (ống thông gió)
2.Không khí va đập vào môi, tạo ra âm thanh
3.Không khí dao động khắp nơi bên trong Ocarina
4.Bằng cách đóng/mở các lỗ làm giảm và làm tăng cao độ
Ocarina không giống như sáo, có chất lượng bất thường do không có sự phản hồi âm thanh trên suốt chiều dài ống để tạo ra một âm cụ thể. Thay vào đó, âm thanh lại phụ thuộc vào tỷ lệ giữa tổng diện tích bề mặt của các lỗ mở ra với tổng thể tích khối bao quanh nó. Điều này có nghĩa là, Ocarina không giống như sáo hoặc recorder, âm thanh được tạo ra bởi sự cộng hưởng của toàn bộ khoang; và vị trí của các lỗ trên Ocarina phần lớn là không thích hợp - kích thước của các lỗ là yếu tố quan trọng nhất để tạo ra một âm cụ thể (trên ocarina có các lỗ lớn nhỏ khác nhau). Các nhạc cụ nên tránh có các lỗ âm gần miệng kèn, bởi vì điều này làm suy yếu việc tạo âm, tuy nhiên một Ocarina lại là một cộng hưởng Helmholtz (Helmholtz resonance).

### Ký âm/tabulature (tấm bảng con)
Âm nhạc Ocarina được viết bằng ba cách chính:
Cách 1: Điều rõ ràng nhất là việc sử dụng các bản nhạc (sheets).
Các bản nhạc được viết riêng dành cho Ocarina, hoặc điều chỉnh từ bản nhạc đàn piano. Vì một số Ocarina có đầy đủ chromatic (nửa cung) (bao gồm các nốt # và b) và có thể được chơi âm nhạc chuyên nghiệp, bao gồm cả nhạc cổ điển (classic) và dân gian (folk), bản nhạc là một ký hiệu lý tưởng cho ocarina
Cách 2: là việc sử dụng số hóa, thể hiện những nốt nhạc như số. Một số nhà sản xuất đã phát triển hệ thống riêng của họ về số hóa, trong khi những người khác theo một hệ thống phổ quát hơn, nơi con số tương ứng với các nốt khác nhau trên khuôn nhạc.
Phương pháp này thường được sử dụng bởi người mới bắt đầu không đọc được sheet.
Cách 3: sử dụng "hình ảnh" (pictorial tablature) để diễn tả các thế bấm, với các lỗ đen đại diện cho các lỗ để bấm. Tablature đại diện cho các lỗ ở trên Ocarina, và, ở những nơi cần thiết sẽ có các lỗ bên dưới. Điều này cho phép chơi dễ dàng, đặc biệt là cho người mới bắt đầu. Hai hệ thống tabulature phổ biến nhất là John Taylor bốn lỗ (phát minh ra vào năm 1964 bởi nhà toán học người Anh John Taylor
Tùy thuộc vào nhạc sĩ, một số người thì viết một con số hoặc hình vẽ trên "hình ảnh" để mô tả bao nhiêu nhịp đập để giữ nốt.

## Ảnh hưởng
Ocarina được sử dụng trong video game của Nintendo: The Legend of Zelda: Ocarina of Time, đã thu hút một sự gia tăng đáng kể về thị hiếu và doanh số bán.